# Jean-Vincent Scheil

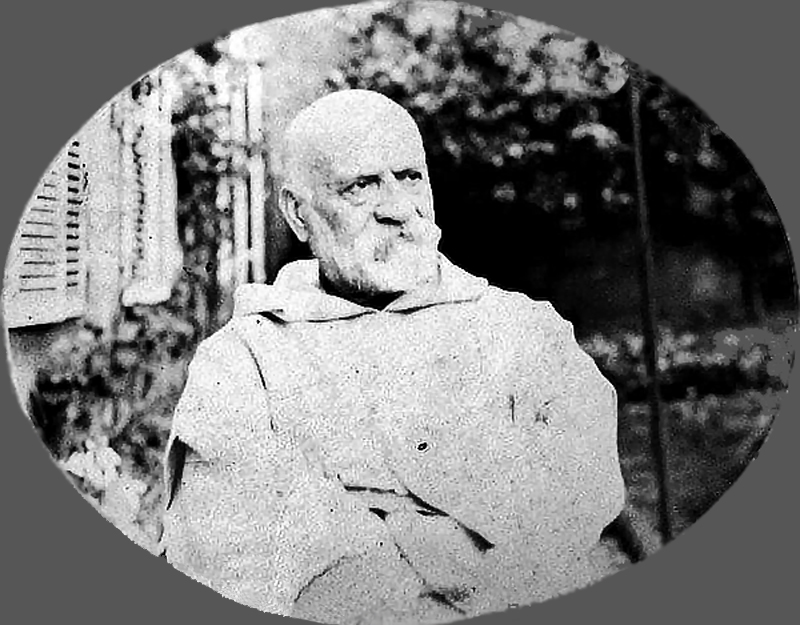

Jean-Vincent Scheil (nascido em 10 de junho de 1858, Kœnigsmacker - falecido em 21 de setembro de 1940, Paris) era um estudioso e assiriólogo dominicano francês. Ele é creditado como o descobridor do Código de Hamurábi na Pérsia. Em 1911, ele tomou posse da tablete dinástica Scheil e a traduziu pela primeira vez.
Depois de ordenado em 1887, fez cursos de Egiptologia e Assiriologia na École des Hautes Études e estudou no Collège de France, onde foi aluno do assiriologista Julius Oppert. Em 1890/91, como membro da Missão Arqueológica Francesa do Cairo, participou de escavações em Tebas. Em 1892, ele conduziu escavações perto de Bagdá para o Museu Imperial Otomano, seguidas de obras em Constantinopla, onde foi encarregado de classificar e elaborar um catálogo de antiguidades assírias, caldeias e egípcias do museu.
Em 1895, tornou-se professor na École Pratique des Hautes Études, onde em 1908 foi nomeado diretor. Em 1908, ele também se tornou membro da Académie des Inscriptions et Belles-Lettres. Em 1923, tornou-se oficial da Légion d'honneur.
Em 1901, ele descobriu o Código Jurídico de Hamurábi em Susa, do qual, posteriormente, traduziu e publicou os 250 artigos da estela contendo aproximadamente 3.600 linhas;   La loi de Hammourabi (vers. 2000 av. J.-C.), (1904).

## Trabalhos selecionados
- Les inscrições de Salmanasar II   : roi d'Assyrie (860-824), 1890 (com Arthur Amiaud) Inscrições de Salmanaser III, rei da Assíria.
- Une saison de fouilles à Sippar, 1902 - Uma temporada de escavações em Sipar.
- Loi de Hammourabi (vers. 2000 av. J.-C) , 1904 - A lei de Hamurábi, por volta de 2 000 a.C..
- Annales de Tukulti Ninip II, roi d'Assyrie 889-884, 1909 (com Joseph Étienne Gautier) - Anais de Tuculti-Ninurta II.
- Le prisme S d'Assaraddon, roi d'Assyrie 681-668, 1914 - O prisma de Esarhaddon.
- Recueil de lois assyriennes   : texte assyrien en transcription with traduction française et index, 1921 - Coleção de leis assírias.
- Inscrições des Achéménides à Suse, 1929 - Inscrição dos aquemênidas em Susa.[4][5]